# 初詣フリーきっぷ
初詣フリーきっぷ（はつもうでフリーきっぷ）は、東海旅客鉄道（JR東海）が初詣シーズンに販売していた特別企画乗車券である。
年末年始に名古屋地区の指定エリア内で、快速・普通列車が1日乗り降り自由となるものであったが、2006年春に「青空フリーパス」の利用可能エリアが拡大されたため、同年末以降は発売されていない。
発売開始当初は、縦7.5cm×横17cmの大判の常備券で、きっぷの右半分がきっぷ本券で左半分に干支のイラストが描かれていて中央にミシン目もついており、当きっぷ特製のきっぷ入れもあったが、末期はマルス券に移行し、きっぷ入れもなくなった。
参考として、当項目では2005年末～2006年始めに発売されたものについて述べる。

## 概要
販売期間2005年12月1日～2006年1月15日
使用可能期間2005年12月31日～2006年1月15日
発売額大人 2,300円、子供 1,150円

## 有効期間
上記使用可能期間内のいずれか1日のみ有効。例外として、12月31日に乗車した場合は翌日（1月1日）まで有効。これは12月31日の深夜から1月1日の早朝にかけてのいわゆる「年越し参り」を考慮したものである。

## 利用可能列車
- 普通列車・快速列車の普通車自由席（指定席は指定席券が必要）
- 特急列車・急行列車……特急券・急行券（急行列車の指定席車については更に指定席券）が別に必要となる。
  - 新幹線、寝台列車は利用できない。
- セントラルライナー・ホームライナー（乗車整理券が必要）

## 利用可能エリア
- 東海道本線　二川駅～米原駅及び大垣駅～美濃赤坂駅
- 飯田線　豊橋駅～豊川駅
- 武豊線　大府駅～武豊駅
- 中央本線　名古屋駅～中津川駅
- 太多線　多治見駅～美濃太田駅
- 関西本線　名古屋駅～亀山駅
- 紀勢本線　亀山駅～多気駅
- 名松線　松阪駅～伊勢奥津駅
- 参宮線　多気駅～鳥羽駅
- 高山線　岐阜駅～美濃太田駅
- 伊勢鉄道　河原田駅～津駅

## 優待サービス
本券の提示で、エリア内の指定された観光施設で割引などの特典がある。

## その他の注意事項
- 乗車する区間によっては普通乗車券のほうが安くなるケースがある。
- 自動改札機は通れない。